# Илирски грбовници
Илирски грбовници су група грбовника који су се првобитно појавили у јужнословенском Приморју, као и тадашњим италијанским, шпанским, те хазбуршким земљама крајем 16. вијека, а своју експанизу доживјели током 17, 18. и 19. вијека. Садрже збирке стварних и приписаних грбова српских, али и других јужнословенских земаља (које аутори називају Илиријом или илирским земљама), те владарских и властелинских породица из датих земаља.
Сви илирски грбовници имају сличан садржај. На насловној страни се истиче да је рукопис препис старог грбовника са Свете Горе који је саставио „бан од цимерја", тј. лични херолд цара Душана. Потом слиједи преглед садржаја, а онда слике заштитника и светаца. Иза ових нижу се грбови у строго хијерархизованом поретку: грб цара Стефана (Душана), који је заправо композитни грб „илирских", тј. јужнословенских земаља: Македоније, Босне, Далмације, Хрватске, Славоније, Бугарске, Србије, Рашке, Приморја и Хума. После грба цара Душана следе грбови наведених земаља, као и „грб Илирије", а иза тога династички и породични грбови. На првом мјесту међу њима су владарске династије и истакнуте властелинске породице. Ту су краљевске породице (Немањићи, Мрњавчевићи, Твртковићи, Котроманићи), као и владарске и великашке породице чија су имена у XVI и XVII вијека била запамћена и позната (Хребељановићи, Бранковићи, Црнојевићи, Балшићи, Косаче, Хрвојевићи, Јабланићи, Војновићи). Охмучевићев грб је на истакнутом мјесту, одмах послије највећег племства, а ту су и грбови његових рођака и предака. Највећу групу породица у грбовнику представља босанско и хумско племство, породице које се везују за јадранско залеђе (Пољица), као и влашка братства, катуни и родови, углавном из Херцеговине.
Утврђивање аутентичности ових грбовника је веома сложено и задире у средњовјековно хералдичко насљеђе српских држава тог времена, али и политичке околности времена у ком су грбовници настајали. Међутим, њихова појава је довела до јачања културне самосвјести међу тадашњим, али и каснијим покретима код Јужних Словена.

## Списак грбовника
Илирски грбовници обухватају сљедеће познате грбовнике:
| бр | Грбовник                 | Датум               | Опис |
| -- | ------------------------ | ------------------- | --- |
| 1  | Светогорски грбовник     | 1340.               | То је наводно оригинални грбовник на основу ког су касније настали Београдски и Охмућевићев грбовник, те сав серијал грбовника илирске хералдике. Према тврдњама аутора каснијих грбовника, овај грбовник је настао 1340. године на Светој гори и његов аутор је био лични хералд цара Душана „бан од цимерије Станислав Рупчић“. Грбовник, у свом оригиналном облику или препису, до данас није пронађен, због чега добар дио научне заједнице и сумња у његово постојање. |
| 2  | непознати грбовник       | половина 16. в.     | То је мистериозни грбовник, на основу ког су настали неки други преписи попут Лондонског грбовника. Грбовник је још увијек предмет тражње. |
| 3  | Београдски грбовник I    | прије 1574.         | Током постојања овог грбовника научна јавност се није могла сложити да ли је грбовник настао средином 17. вијека или је много старији. Касније је превладало мишљење да је грбовник настао прије 1574. године, а онда у 18. вијеку дошао у посјед породице Угриновић–Синовчић, затим књижаре Херолда у Бечу и коначно од 1878. у власништву Народне библиотеке у Београду. Грбовник је нестао у пожару током бомбардовања Београда 1941. године.                            |
| 4  | Охмућевићев грбовник     | 1584—1594.          | Грбовник је настао у периоду између 1584. и 1594. године за потребе србокатоличког морепловца Петра (Педра) Охмућевића и у њему се налазе, многобројни историјски, али и апокрифни грбови јужнословенских земаља, као и властелинских породица из тих земаља. Иако ово није најстарији грбовник овакве врсте на јужнословенском простору, његова појава представља почетак стварања серијала тзв. „илирских грбовника“ који су махом копије овог.                           |
| 5  | Лондонски грбовник I     | 1555—1595.          | Грбовник је израђен за потребе породице Милиенковић, па се понекад назива и Милиенковић-Летиеца грбовник (Milienovich-Letiezza). Према ставу науке, грбовник није копија Охмућевићевог, већ је као и овај настао на темељу неког много старијег - непознатог грбовника, који је још увјек предмет тражења. |
| 6  | Београдски грбовник II   | 1574—1603.          | Сматра се директном копијом Охмућевићевог грбовника и самим тим је један од најстаријих, али и најфинијих илирских грбовника. Рађен је у боји без шрафирања, исписан на латиници. Поред грбова земаља Српског царства, те личних грбова цара Душана и цара Уроша, грбовник садржи још 141 грб племићких породица. |
| 7  | Коренић—Неорић грбовник  | 1595.               | Познат и као Загребачки грбовник I, представља најстарији сачувани препис изгубљеног Охумућевићевог грбовника. Открио га је Људевит Гај једном приликом док је боравио у Дубровнику, а чува се у Националној и свеучилишној књижници у Загребу. Грбовник комбинује и ћирилицу и латиницу. |
| 8  | Тасовчићев грбовник      | 1595—1615.          | Један од првих грбовника тзв. илирске хералдике, и до скоро у науци готово непознат. Чува се у Музеју примењене уметности у Београду. Музеј га је 1986. преко антикварнице Орфелин, откупио од наследника чувеног колекционара Јоце Вујића (1863-1934) из Сенте. |
| 9  | Берлински грбовник       | 16. или 17. в.      | |
| 10 | Палинићев грбовник       | крај 16.—поч. 17.в. | Познат и као Codex Galeotović, те Пизарски грбовник, рађен је за породицу Војковић–Палинић. Садржи 47 страна са грбовима, те 43 стране са пјесмама и једним турским ферманом из 1651. Писан је и на ћирилици и на латиници. Чува се у ХАЗУ у Загребу. |
| 11 | Краљевство Словена       | 1601.               | То је прва историја свих словенских народа. Књига укључује и хералдистичке приказе земаља које Словени насељавају, те грбове неких битнијих породица. |
| 12 | Моденски грбовник        | почетак 17. в.      | Грбовник је копија Охмућевићевог грбовника и направљен је почетком 17. вијека за маркизе Радуловиће из Напуља. Садржи 151 страну, са садржајем од 139 породична, 9 земаљска и 2 српска царска грба. Грбовник је исписан латиницом. |
| 13 | Алтанов грбовник         | 1614.               | Назван и Болоњски грбовник; Заснован на старијем грбовнику, копиран у Бечу, направљен за аустријског фелдмаршала Алтана. Грбовник се налази у заоставштини грофа Марсиљија која се чува у Универзитетској библиотеци у Болоњи. |
| 14 | Скоројевићев грбовник    | 1633.               | Један је од најстаријих илирских грбовника. Рукопис садржи грбове Душановог, Урошевог, те Аустријског царства и слике 157 „илирских“ грбова. Грбовник је саставио Марко Скоројевић, око 1637. године и чува се у Дворској библиотеци у Бечу. Написан је на латиници, и заснован на Алтановом грбовнику. |
| 15 | Лондонски грбовник II    | 1637.               | |
| 16 | Фојнички грбовник        | 1675.               | Један је од најпознатијих зборника у серији илирске хералдике. Садржи укупно 139 грбова. Направљен за млађу грану породице Охмућевић за аустријски племићки статус. Скорашњим радиокарбонским истраживањем, грбовник је датован: дебели папир 1635–1662, а танки папир 1695–1917. |
| 17 | Le Blason de la Noblesse | 1683.               | Или: „Докази о племенитости свих народа” је дјело Клода Менестрије из 1683. Књига обрађује поријекла племићких породица у Европи, а у једном дијелу књиге су поменути српски (и други илирски) племићи. У књизи су дати грбови најзначајнијег племства, а прате је и допуне са грбовима ситнијег племства (често и оног из „илирске хералдике”). Књига се чува у Британском музеју у Лондону.                                                                               |
| 18 | Лондонски грбовник III   | 1690.               | |
| 19 | Дубровачки грбовник      | крај 17. в.         | Изгубљени грбовник који је касније послужио за настајање Саракиног грбовника 1746. године |
| 20 | Бечки грбовник           | крај 17. в.         | Сматра се директном копијом Фојничког грбовника |
| 21 | Оловски грбовник         | крај 17. в.         | На латиници, необојен, копија грбовника Коренића Неорића, преписао га Иван Бенињи. |
| 22 | Вукославићев грбовник    | 1700.               | Назван још и Београдски грбовник VI; На латиници, вјероватно копиран уз Оловски грбовник, направљен за сплитског свештеника Петра Вукославића. |
| 23 | Стематографија           | 1701.               | Књигу је изворно објавио хрватски писац Павле Ритер Витезовић на латинском језику под насловом Stemmatographia sive armorum Illyricorum delineatio, descriptio et restitutio |
| 24 | Сплитски грбовник        | 1740.               | Познат и као Сплитски рукопис или Кевешићев грбовник; На латиници. |
| 25 | Стематографија II        | 1741.               | Познато и као Изображеније оружиј илирических; Бакрорезна књига Христофора Жефаровића и Томаса Месмера штампана у Бечу 1741. године. |
| 26 | Саракин грбовник         | 1746.               | На латиници, сачинио га је дубровчанин Михо Пешић за непознатог власника са иницијалима P. M. P. |
| 27 | Шељевићев грбовник       | 1748.               | Рукопис у власништву Ј.М.Шељевића у Макарској. Познат и као Макарски грбовник I. |
| 28 | Боснићев грбовник        | 1763.               | Познат као Задарски или Борелијев грбовник; У оригиналу: Familiae Bosnens Venetiis A. D. 1763., Рукопис са 19 грбова у власништву др Јохана Лоренса Папафава у Задру |
| 29 | Пашковићев грбовник      | 1820—1825.          | Познат и као Београдски грбовник IV. |
| 30 | Фестетићев грбовник      | 1837.               | На латиници, копија Охмућевићевог грбовника. |
| 31 | Пашалићев грбовник       | 1842.               | Добра копија Фојничког грбовника, направио Филип Пашалић за Људевита Гаја. |
| 32 | Шафариков грбовник       | 1845.               | На ћирилици, копија Фојничког грбовника, направљена за Јанка Шафарика. |
| 33 | Инсбрушки грбовник       | половина 19. в.     | |
| 34 | Макарски грбовник II     | половина 19. в.     | Копија Шељевићевог грбовника |

Други илирски грбовници:
- Новосадски грбовник
- Београдски грбовник III
- Загребачки грбовник II

## Галерија
- 4. Охмућевић 
 (модерна реконструкција)
- 6. Београдски II
- 7. Коренић–Неорић
- 9. Берлински
- 11. Краљевство Словена
- 12. Моденски
- 14. Скоројевић
- 16. Фојнички
- 21. Оловски
- 24. Сплитски